# Coracina melas
El oruguero negro (Coracina melas) es una especie de ave paseriforme de la familia Campephagidae endémica de Nueva Guinea e islas menores circundantes.

## Descripción
El oruguero negro mide alrededor de 23 cm de largo. Presenta dimorfismo sexual. El plumaje de los machos es en su totalidad de color negro, con brillos violáceos, mientras que el de las hembras es de tonos castaños rojizos, más oscuros en las partes superiores y con el lorum negruzco y lista superciliar ocrácea. El pico de ambos sexos es robusto y negro, y también son negruzcas sus patas. El iris de sus ojos es de color pardo oscuro.

## Distribución y hábitat
Se encuentra en las selvas de tierras bajas y los manglares de Nueva Guinea, las islas Aru, Waigeo, Gam, Batanta, Yapen e islotes cercanos.